# Stockdorp
Stockdorp of Stagestorp is een verdwenen middeleeuwse nederzetting, verdronken in de Dollard. De plaats lag vermoedelijk achter de oever van de Eems ten oosten van de Punt van Reide. Hij komt waarschijnlijk voor in het negende-eeuwse kadaster van de abdij Werden onder de naam Scagasthorpe. Stockdorp behoorde tot het landschap Reiderland in het bisdom Münster.
De oorspronkelijke naam bevat het Oudfriese woord *skage- 'bosje, kreupelhout'. Scagasthorpe betekent dus 'bosdorp' (vgl. Schagen). De latere vorm met het MIddelnederduitse stok- 'boomstomp' betrust mogelijk op een volksetymologie, die een ontginning van kreupelhout of broekbos aanduidt. Zo wordt bij Emden in 1435 de perceelsnaam Stocfen genoemd.
Het kerspel Stagestorp komt samen met Zentorp voor in een laat-vijftiende-eeuwse parochielijst van het bisdom Münster. Op deze lijst staat de plaats onder de verdronken plaatsen. De vorm Stockdorp duikt pas in zestiende-eeuwse documenten op.
Volgens Stratingh en Venema zou het om een dorp aan de Reider Ee gaan, nabij en ten zuidoosten van Tysweer gelegen. Deze lokalisering is echter gebaseerd op de grotendeels gefingeerde Dollardkaart van Jacob van der Mersch uit 1574. Bovendien is er mogelijk sprake van verwarring of contaminatie met Stoth en Astock. Wel is het mogelijk dat Stockdorp in de omgeving van Stocksterhorn oftewel Drieborg heeft gelegen.

## Trivia
- 'De lu van Stockdörp' is een lied voor shantykoren van John Hoekman uit 2009